# De La Concorde (Metro Montreal)

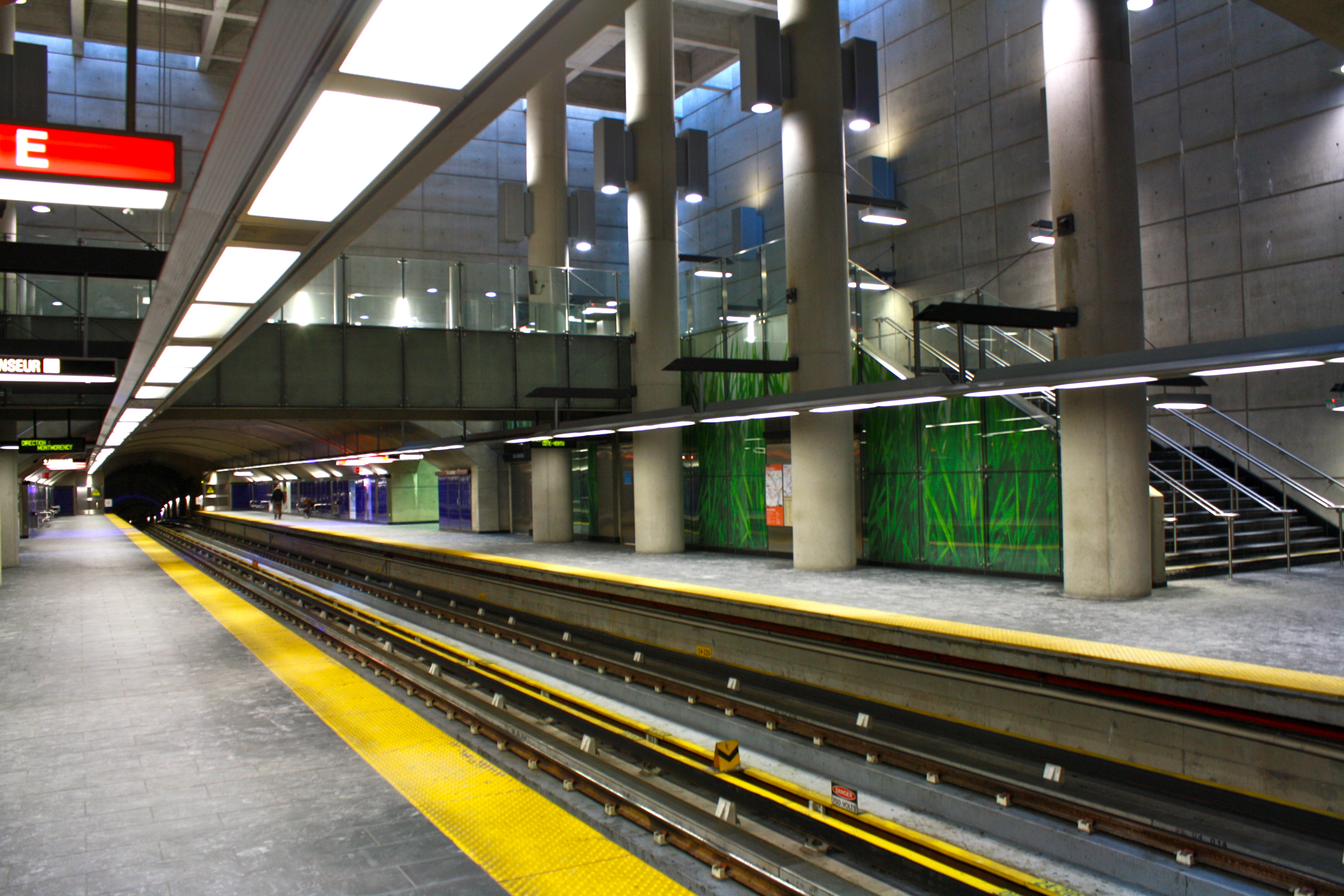
Blick auf die Bahnsteige

De La Concorde ist eine U-Bahn-Station in Laval, einem Vorort von Montreal. Sie befindet sich im Stadtteil Laval-des-Rapides am Boulevard de la Concorde. Hier verkehren Züge der orangen Linie 2 der Metro Montreal. Im Jahr 2019 nutzten 1.771.294 Fahrgäste die Station, was dem 56. Rang unter den insgesamt 68 Stationen der Metro Montreal entspricht.

## Bauwerk

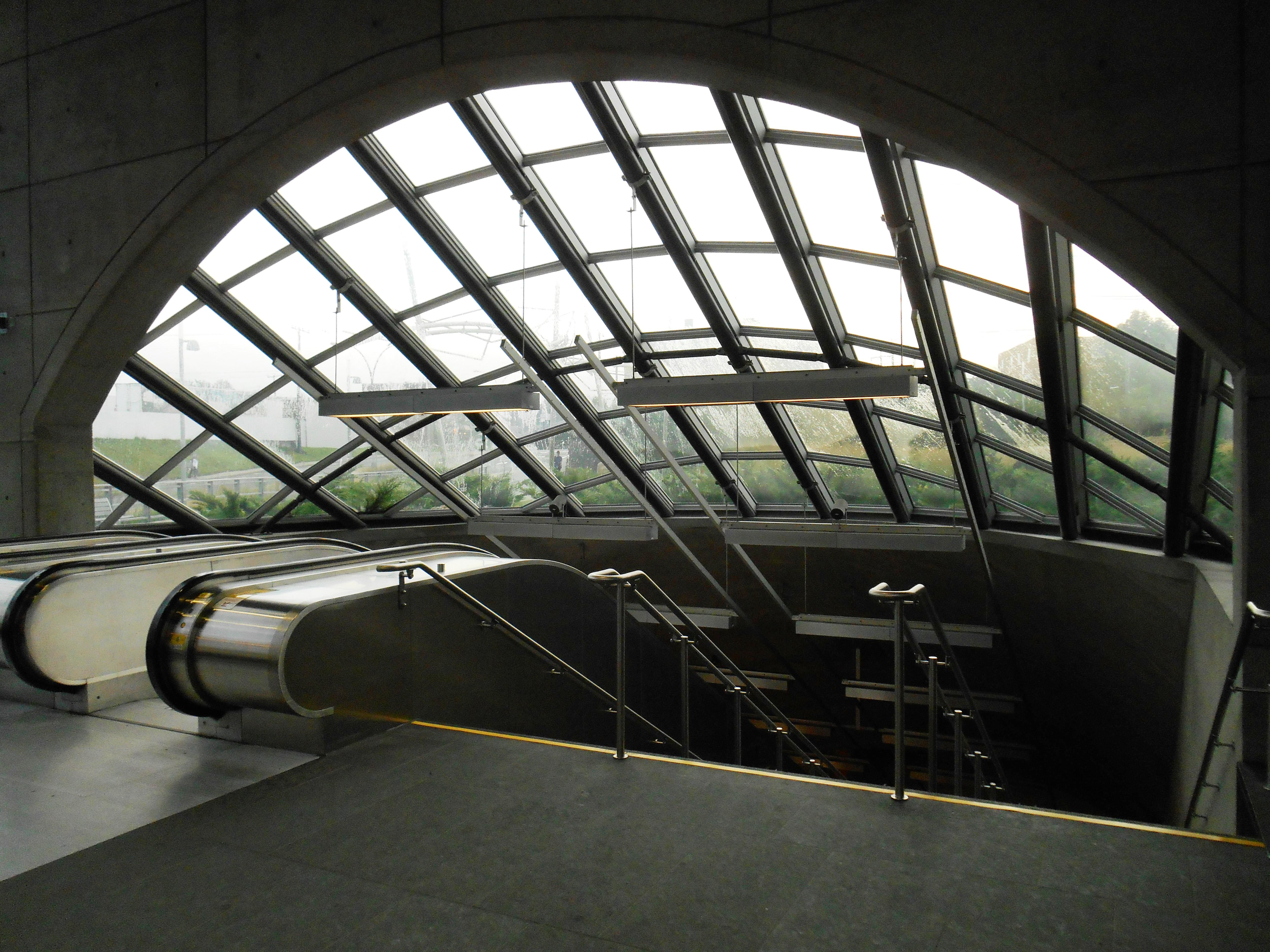
Oberlichter

Die von André Marcotte entworfene Station entstand als Tunnelbahnhof, mit Ausnahme des zentralen Teils, der in offener Bauweise ausgeführt wurde. Dadurch ergibt sich ein geräumiger würfelförmiger Innenraum, der von schlanken Pfeilern gestützt wird, mit Wänden aus Beton und Chromstahl. Der oberste Teil des Würfels ragt aus dem Boden und ist ringsum mit Oberlichtern versehen. Diese lassen das Tageslicht hineinscheinen und produzieren einen Effekt, der an eine Sonnenuhr erinnert, je nach Tageszeit mit sich verändernden Reflexionen. Die Wände der beiden Seitenbahnsteige sind mit ultramarinblauen Fliesen verkleidet und große runde Fenster aus Sicherheitsglas umhüllen Fotografien von mehrfach vergrößerten Grashalmen, was den Betrachter in die Perspektive von Insekten versetzt.
Der Rolltreppenschacht von der Verteilerebene zur Eingangshalle ragt ebenfalls aus dem Boden, in Form eines verglasten Zylinders, der an die „Fosterito“-Stationseingänge erinnert, die Norman Foster für die Metro Bilbao entwarf. Ein länglicher Betonblock mit großen Fensterfassaden dient als Eingangspavillon. Dessen Vorderfassade ist mit einem überdimensionierten Metro-Logo versehen, das nachts zusätzlich beleuchtet wird. Der Bereich östlich des Eingangs ist landschaftlich gestaltet, mit Sitzbänken und einer Terrasse auf dem Dach des Stationswürfels.
Die Entfernungen zu den benachbarten Stationen, jeweils von Stationsende zu Stationsanfang gemessen, betragen 2073,6 Meter bis Cartier und 847,6 Meter bis Montmorency. Es bestehen Anschlüsse an drei Buslinien der Société de transport de Laval. Unmittelbar neben der U-Bahn-Station befindet sich ein Bahnhof an der exo-Vorortslinie, die den Bahnhof Lucien-L’Allier im Stadtzentrum Montreals mit Saint-Jérôme verbindet.

## Kunst

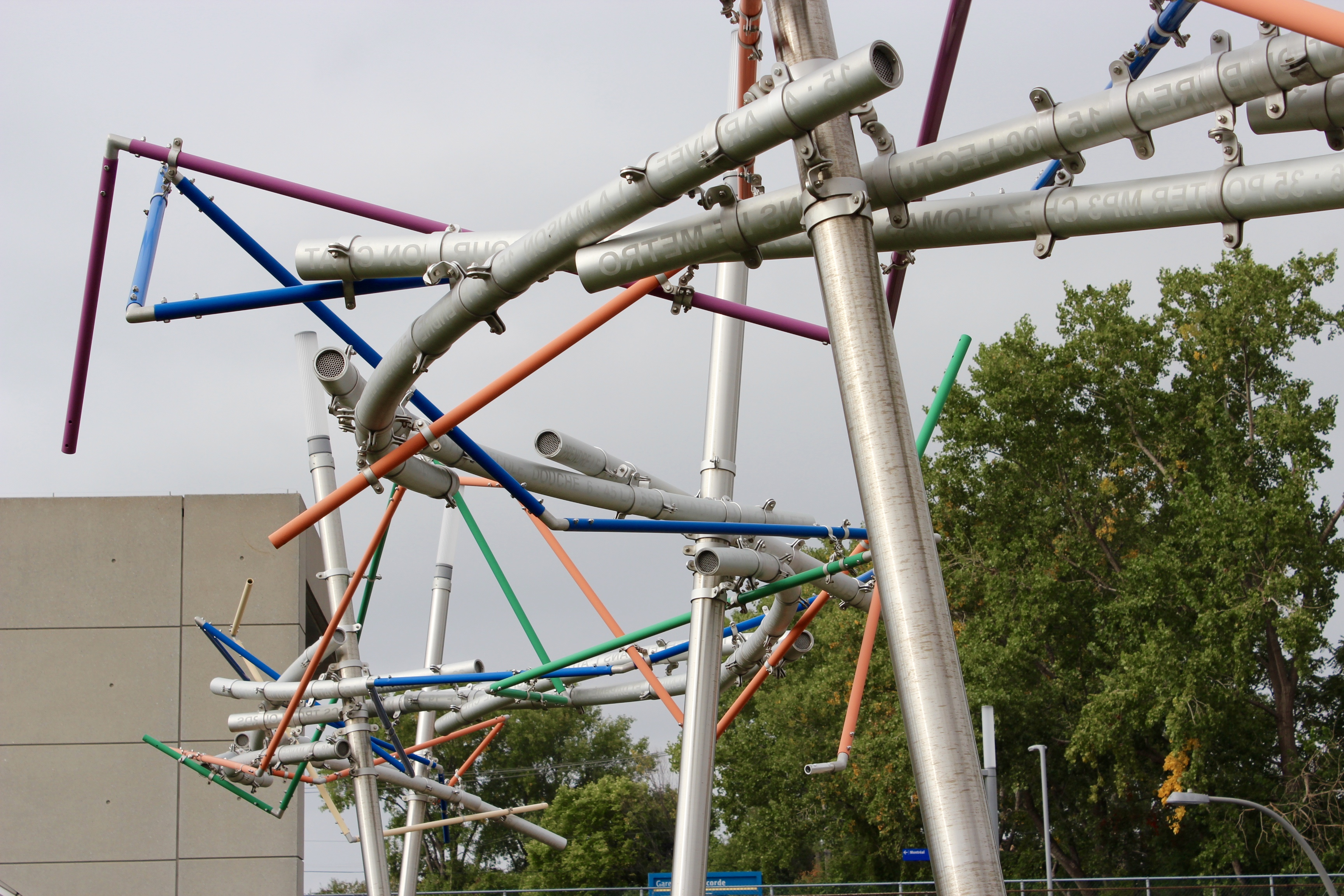
Nos allers-retours

Neben dem Fußweg vom Stationseingang zur Dachterrasse befindet sich die Skulptur Nos allers-retours („Unser Hin und Zurück“) von Yves Gendreau, ein Gebilde aus verschlungenen Metallröhren in den Linienfarben der Metro und der Vorortbahn.

## Geschichte
Die Eröffnung der Station erfolgte am 28. April 2007, zusammen mit dem Teilstück Henri-Bourassa–Montmorency der orangen Linie. Namensgeber ist der Boulevard de la Concorde, benannt nach dem Place de la Concorde in Paris. Ebenfalls 2007 wurde der AMT-Bahnhof eröffnet, der den 1,65 km nördlich gelegenen Bahnhof Saint-Martin ersetzte.